# Warrumbungle Range

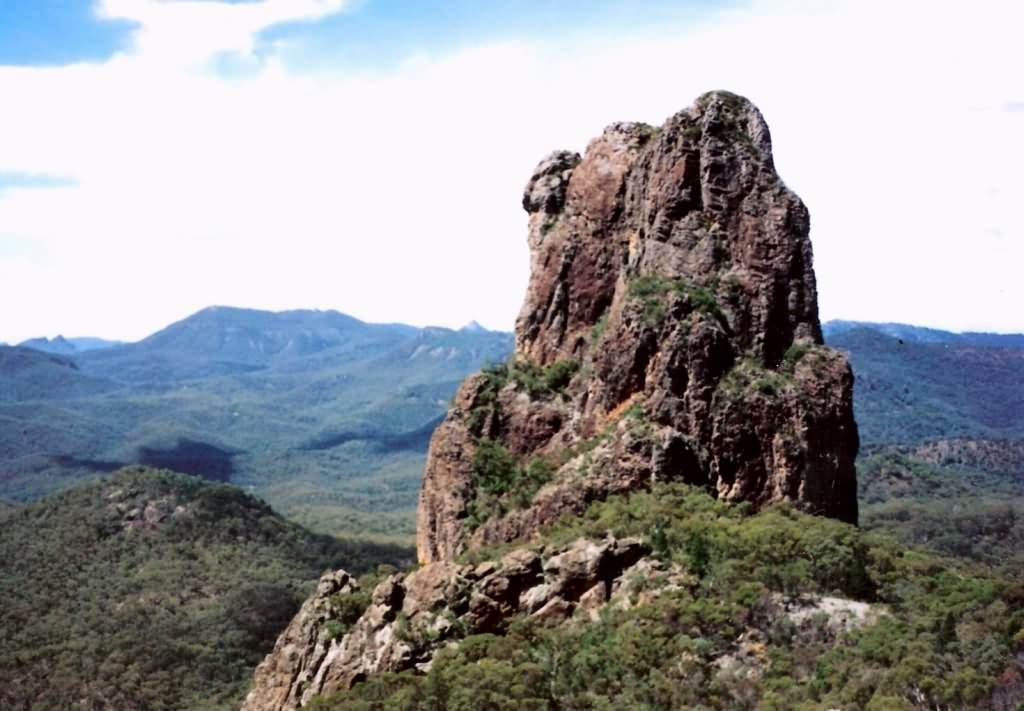
Crater Bluff

Warrumbungle Range – boczne pasmo górskie pochodzenia wulkanicznego w południowej części Wielkich Gór Wododziałowych w Australii, w stanie Nowa Południowa Walia. Jest zachodnim przedłużeniem pasma Liverpool Range. Długość pasma wynosi około 100 km. Najwyższy szczyt to Caraghan Mountain (1372 m).
Główną miejscowością jest Coonabarabran. Dużą część pasma zajmuje Warrumbungle National Park o powierzchni 236 km². Najwyższym szczytem na terenie parku jest Mount Exmouth (1227 m).
Zachodnia część pasma to popularny rejon wspinaczkowy w Australii. Znajdują się tu liczne turnie, baszty i masywy zbudowane z litych skał wulkanicznych. Główne masywy tego rejonu to Bluff Mountain, Tonduron, Crater Bluff i Belougery Spire.
Pierwszym Europejczykiem, który badał pasmo był John Oxley w 1818 roku.